# 김국범
김국범(1995년 2월 19일 ~ )은 조선민주주의인민공화국의 축구 선수이다. 포지션은 미드필더이며 현재 려명체육단 소속이다.